# 남홍길
남홍길(1957년~ )은 현재 DGIST(대구경북과학기술원) Fellow및 기초과학연구원 식물노화 수명연구단 단장으로 재직 중이며, 식물발달 및 생장조절 분야를 선도하는 과학자이다. 남홍길은 기존의 생리생화학적 방법론에 의존하여 현상학적 분석에 머물렀던 식물노화 분야에서 세계 최초로 체계적이고 본격적인 유전학적 연구를 수행함으로써 식물노화현상이 유전적 프로그램에 의해 조절된다는 개념을 확립하는데 결정적 기여를 하였다. 유전학적 접근방법을 이용하여 다수의 식물 노화조절 유전자 분리에 성공하였으며 이들의 기능규명 연구를 통해 노화조절 메커니즘을 제시하여 식물노화 분야의 획기적 전기를 마련하는데 핵심적 역할을 하였다. 이러한 연구결과들을 다수의 우수 국제 학술지에 발표한 바 있으며, 또한 리뷰 저널에 초청되어 식물 노화의 유전적 조절에 대한 이론적 근거를 제시하는 등 이 분야에서 단연 세계 최고의 학자로 인정받고 있다. 그 외, 식물 노화와 더불어 내․외적 환경 변화에 의한 식물 생장의 분자적 조절 기전을 총체적으로 이해하는데 주요한 단서들을 발견하여 식물 생장의 이해 및 그 응용에 결정적 공헌을 하였고 세계 주요 과학 학술지인 Cell, Science (2편), Nature에 교신저자로 논문을 발표한 바 있다.
또한 국가핵심연구센터장(2004년)으로 선정되면서, 연구방향을 생명과학분야에만 한정하지 않고 타 분야와 접목하여 융합연구를 시도하였으며, 특히 기존의 분자유전학에 시스템 생물학적 접근방법을 도입하여 식물 죽음의 생체 회로를 규명하였고 이는 식물뿐만 아니라 인간을 비롯한 다른 개체의 노화 기전에 대한 새로운 패러다임을 제공했다는 평가를 받고 있다 (Science 2009). 이러한 연구수행의 결과 2010년 국가과학자로 선정되었다. 최근에는 생명과학과 물리학, 화학, 수학, 공학, 컴퓨팅, 공학 및 인문 사회 과학 등과의 융복합적 접근과 기존의 생물학을 넘어 복잡계 생명현상, 양자 생물학 등 창조적 패러다임에서 생명현상을 이해, 응용하는 New Biology학문과 기술 추구를 통해 식물 및 동물의 노화기전을 연구하고 있다.
학문적 업적 이외에도 남홍길은 국가의 생명과학 분야 발전을 위한 중요한 공헌들을 하였다. 생물학연구정보센터(BRIC)을 개설, 운영함으로써 국내 생명과학 교육 및 연구 발전의 견인차 역할을 하였다. 또한, 한국 생물 정보학회, 나아가 아시아 생물정보연합학회를 창립하고 회장직을 역임하는 등, 새로운 학문인 생물정보학을 국내에 조기에 도입, 정착시키는 데 결정적 공헌을 하였다.

## 주요업적
- 2012 - 현재 기초과학연구원 식물노화·수명연구단장
- 2012 - 현재 DGIST New Biology 전공 Fellow 교수
- 2010 - 2012 포항공과대학교 홍덕 석좌교수
- 2002 - 현재 한국과학기술한림원 정회원
- 1996 - 2005 생물학연구정보센터(BRIC) 설립 및 센터장
- 1989 - 2012 포항공과대학교 생명과학과 조교수, 부교수, 교수

## 수상
- 2014 제 24회 호암상 과학상 (호암재단)
- 2010 국가과학자 선정
- 2009 대한민국학술원상 (자연과학기초부분)
- 2009 포스코청암상 과학상
- 2006 한국과학상 (대통령상) - 생명과학분야